# Estela (rastro)
Una estela (rastro) es una región situada detrás de un objeto en movimiento en la que una parte del fluido (normalmente aire o agua) se mueve a velocidades comparables a las del objeto en movimiento, en relación con el fluido ambiental a través del cual se mueve el objeto. El término estela también se aplica a la región similar adyacente a un objeto con un fluido que se mueve a su alrededor. La estela o rebufo funciona debido al movimiento relativo del fluido en la estela.
También se denomina estela al rastro en el agua o en el aire que deja tras de sí un cuerpo en movimiento.

## Descripción general
Una estela creada por un flujo turbulento tiene una presión ligeramente inferior a la del fluido ambiental que rodea al objeto. Cuando el flujo es laminar, la presión detrás del objeto es mayor que la del fluido circundante. La forma de un objeto determina la intensidad del efecto. En general, cuanto más aerodinámico es un objeto, menor y más débil será su estela. Por ejemplo, una parte delantera en forma de caja (en relación con el movimiento del objeto) chocará con las partículas del medio a una velocidad elevada, transfiriendo más impulso del objeto al fluido que un objeto más aerodinámico. Un perfil en forma de bala provocará menos turbulencia y creará un flujo laminar más uniforme.
Una parte trasera cónica permitirá que las partículas del medio se vuelvan a unir más fácil y rápidamente que una parte trasera truncada. Esto reduce el efecto de baja presión en la estela, pero también aumenta la fricción superficial. En los diseños de ingeniería, estos efectos deben equilibrarse.

## Rebufo
El término rebufo describe un objeto que se desplaza dentro de la estela de otro objeto (normalmente objetos que se mueven por el aire, aunque no necesariamente volando). Si un objeto sigue a otro, moviéndose a la misma velocidad, el objeto trasero necesitará menos potencia para mantener su velocidad que si se moviera de forma independiente. Esta técnica, también llamada rebufo, puede ser utilizada por los ciclistas.
- Seguir la estela de otro vehículo motorizado, o «drafting», permite mejorar significativamente la eficiencia del combustible debido a la reducción de la resistencia atmosférica. Los convoyes de camiones son un ejemplo común, ya que circulan por las autopistas en una fila india de varios vehículos. En pruebas, se ha demostrado que esto produce un ahorro significativo de combustible. [2] Los pilotos de automovilismo también utilizan el rebufo para ahorrar combustible, con el fin de obtener una ventaja competitiva al reducir la frecuencia de las paradas para repostar o, más a menudo, para alcanzar una mayor velocidad antes de salir para intentar adelantar a otro piloto. Por ejemplo, un piloto intenta adelantar al piloto que va en cabeza, por lo que sigue la parte trasera de este, con lo que el piloto trasero obtiene un rebufo que hace que todo el vehículo gane más velocidad que el piloto que va en cabeza.
- Un efecto relacionado que se utiliza para la sustentación en lugar de la reducción de la resistencia es el surf de vórtice para objetos aéreos. Las formaciones extendidas (formación en V) o «skeins» en las que vuelan muchas aves migratorias (especialmente gansos) permiten a las aves (excepto, por supuesto, a la ave que va en cabeza) utilizar el surf de vórtices para aprovechar los vórtices de las demás.[3] Otras aves (por ejemplo, los cormoranes) que suelen volar en formaciones cerradas, incluso en trayectos cortos, probablemente también aprovechan este efecto. Se ha probado en aviones el uso de dispositivos en las puntas de las alas para reducir la resistencia inducida causada por los vórtices de las puntas de las alas, lo que podría suponer un ahorro de combustible de entre el 10 % y el 29 %.[4][5][6]

## Contexto náutico

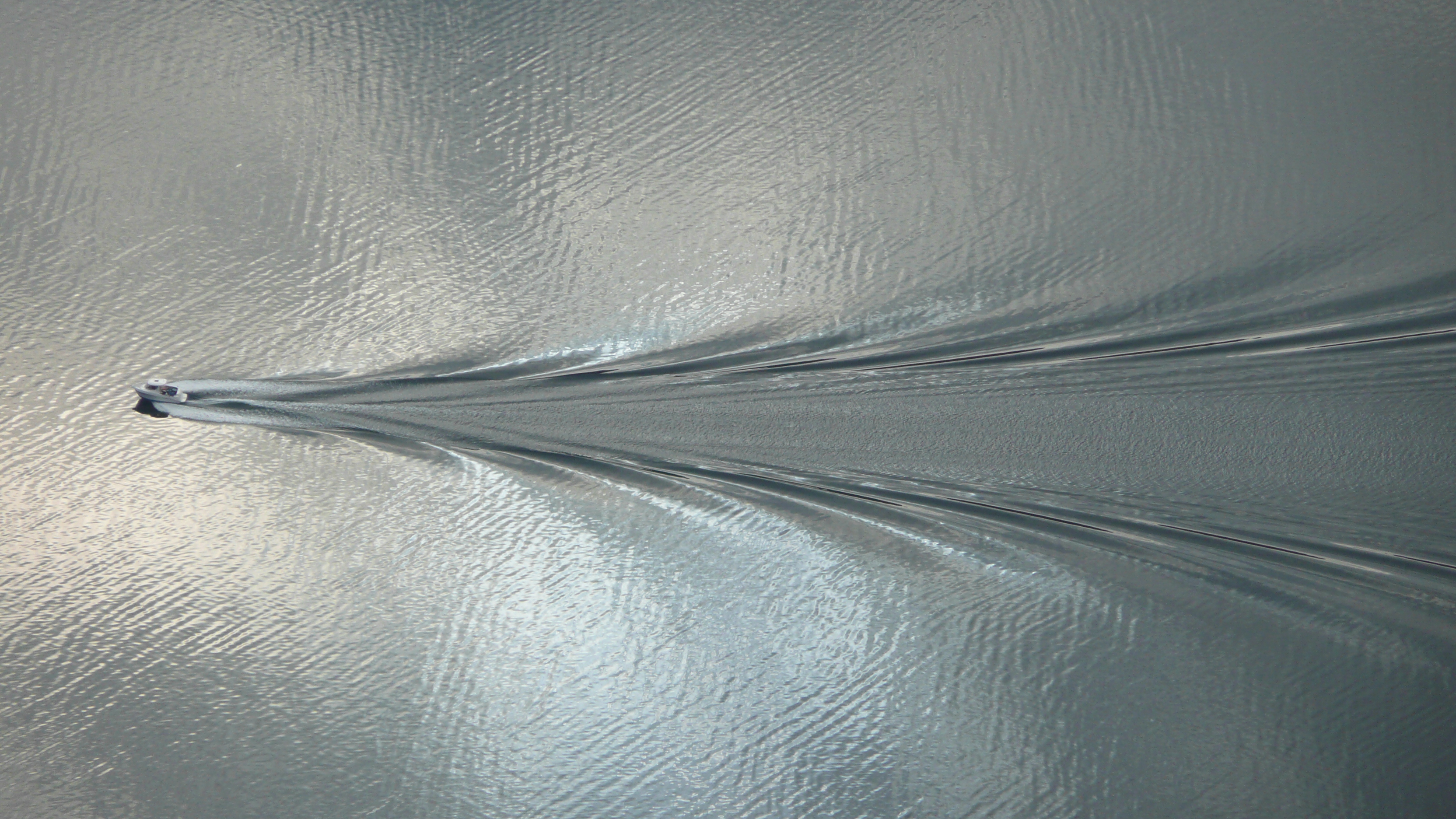
Estela de un pequeño barco.

Las embarcaciones dejan una estela en el agua a su paso. En el caso de  buques impulsados por hélices, la corriente de expulsión de la misma, se suma al efecto de la estela propiamente dicha. En caso de mar calmo su efecto persiste por horas.

## Observaciones
El vocablo inglés "wake" (estela) da origen al nombre del deporte acuático "wakeboard".